# کفشک‌ماهی دوخاله
کفشک‌ماهی دوخاله (نام علمی: Bothus robinsi) نام یک گونه از تیره کفشک‌ماهیان چپ‌روی است.